# Czarne chmury w moim sercu
Czarne chmury w moim sercu (jap. 僕の心のヤバイやつ Boku no kokoro no yabai yatsu) – manga autorstwa Norio Sakurai. Była publikowana na łamach magazynu „Shūkan Shōnen Champion” wydawnictwa Akita Shoten od marca 2018, jednakże w samym roku została przeniesiona do magazynu internetowego „Champion Cross”, który później został połączony z „Manga Cross”. Na jej podstawie studio Shin-Ei Animation wyprodukowało serial anime, który emitowano od kwietnia do czerwca 2023. Emisja drugiego sezonu rozpoczęła się styczniu i zakończyła w marcu 2024.

## Fabuła
Kyotaro Ichikawa jest niezadowolonym samotnikiem, który fantazjuje o zamordowaniu swoich popularnych kolegów z klasy, często czytając encyklopedię morderstw i studiując ludzką anatomię, a jego głównym celem jest klasowa idolka, Anna Yamada. Jednak kiedy zauważa, że Anna jest dość dziwna na swój sposób i kiedy staje się w wobec niego coraz bardziej przyjazna, Kyotaro stopniowo się do niej przekonuje, a dwójka zaczyna się do siebie zbliżać.

## Bohaterowie
- Kyotaro Ichikawa (jap. 市川 京太郎 Ichikawa Kyōtarō)

Seiyū: Shun Horie 
- Anna Yamada (jap. 山田 杏奈 Yamada Anna)

Seiyū: Hina Yōmiya 
- Chihiro Kobayashi (jap. 小林 ちひろ Kobayashi Chihiro)

Seiyū: Ayaka Asai 
- Moeko Sekine (jap. 関根 萌子 Sekine Moeko)

Seiyū: Megumi Han 
- Serina Yoshida (jap. 吉田 芹那 Yoshida Serina)

Seiyū: Atsumi Tanezaki 
- Sho Adachi (jap. 足立 翔 Adachi Shō)

Seiyū: Nobuhiko Okamoto 
- Kenta Kanzaki (jap. 神崎 健太 Kanzaki Kenta)

Seiyū: Gen Satō 
- Chikara Ota (jap. 太田 力 Ōta Chikara)

Seiyū: Jun Fukushima 
- Honoka Hara (jap. 原 穂乃香 Hara Honoka)

Seiyū: Aki Toyosaki 
- Kana Ichikawa (jap. 市川 香菜 Ichikawa Kana)

Seiyū: Yukari Tamura 
- Haruya Nanjo (jap. 南条 ハルヤ Nanjō Haruya)

Seiyū: Nobunaga Shimazaki 

## Manga
Pierwszy rozdział mangi ukazał się 8 marca 2018 w magazynie „Shūkan Shōnen Champion” wydawnictwa Akita Shoten. 10 kwietnia tego samego roku seria została przeniesiona do magazynu internetowego „Champion Cross”. Trzy miesiące później, 10 lipca, wydawnictwo Akita Shoten połączyło „Champion Cross” z nowoutworzonym magazynem internetowym, „Manga Cross”, do którego manga została wtedy przeniesiona wraz z innymi wydawanymi seriami. Pierwszy tankōbon ukazał się 7 grudnia 2018, natomiast według stanu na 8 listopada 2024, do tej pory wydano 11 tomów.
W Polsce prawa do dystrybucji mangi nabyło wydawnictwo Dango, o czym poinformowano 14 lutego 2023, premiera zaś odbyła się 25 września tego samego roku.
| Nr | Język japoński   | Język japoński         | Język polski         | Język polski           |
| Nr | Data wydania     | ISBN                   | Data wydania         | ISBN                   |
| -- | ---------------- | ---------------------- | -------------------- | ---------------------- |
| 1  | 7 grudnia 2018   | ISBN 978-4-25-322615-8 | 25 września 2023     | ISBN 978-83-67389-53-2 |
| 2  | 6 września 2019  | ISBN 978-4-25-322616-5 | 15 listopada 2023    | ISBN 978-83-67389-59-4 |
| 3  | 8 czerwca 2020   | ISBN 978-4-25-322617-2 | 23 stycznia 2024     | ISBN 978-83-67389-82-2 |
| 4  | 8 lutego 2021    | ISBN 978-4-25-322619-6 | 25 marca 2024        | ISBN 978-83-67389-89-1 |
| 5  | 8 lipca 2021     | ISBN 978-4-25-322667-7 | 24 czerwca 2024      | ISBN 978-83-67389-96-9 |
| 6  | 7 stycznia 2022  | ISBN 978-4-25-322669-1 | 26 sierpnia 2024     | ISBN 978-83-68167-14-6 |
| 7  | 8 sierpnia 2022  | ISBN 978-4-253-22684-4 | 31 października 2024 | ISBN 978-83-68167-31-3 |
| 8  | 8 marca 2023     | ISBN 978-4-253-22685-1 | —                    |                        |
| 9  | 8 listopada 2023 | ISBN 978-4-253-22969-2 | —                    |                        |
| 10 | 8 kwietnia 2024  | ISBN 978-4-253-28476-9 | —                    |                        |
| 11 | 8 listopada 2024 | ISBN 978-4-253-28477-6 | —                    |                        |

## Anime
W sierpniu 2022 ogłoszono, że manga otrzyma adaptację w formie telewizyjnego serialu anime. Seria została wyprodukowana przez studio Shin-Ei Animation i wyreżyserowana przez Hiroakiego Akagiego. Scenariusz napisał Jukki Hanada, postacie zaprojektował Masato Katsumata, a muzykę skomponował Kensuke Ushio. Anime było emitowane od 2 kwietnia do 18 czerwca 2023 w bloku programowym NUMAnimation stacji TV Asahi.
Drugi sezon został zapowiedziany po emisji dwunastego odcinka. Emisja rozpoczęła się 7 stycznia i zakończyła 31 marca 2024.

### Ścieżka dźwiękowa
| Nr             | Tytuł                                                                | Wykonawcy  | Źródło   |
| Czołówka       | Czołówka                                                             | Czołówka   | Czołówka |
| -------------- | -------------------------------------------------------------------- | ---------- | -------- |
| 1              | „Shayō” (jap. 斜陽)                                                  | Yorushika  | [ 30 ]   |
| 2              | „Boku wa...” (jap. 僕は...)                                          | Atarayo    | [ 31 ]   |
| Napisy końcowe |                                                                      |            |          |
| 1              | „Sū Sentimental” (jap. 数センチメンタル)                             | Kohana Lam | [ 30 ]   |
| 2              | „Koi shiteru jibun sura aiserunda” (jap. 恋してる自分すら愛せるんだ) | Kohana Lam | [ 31 ]   |

## Odbiór
W 2019 roku seria zajęła 4. miejsce w konkursie Next Manga Award w kategorii manga internetowa, rok później zajęła zaś 1. miejsce w tej samej kategorii. W przewodniku Kono manga ga sugoi! na rok 2020 manga uplasowała się na 3. miejscu. W 2021 roku zdobyła 4. miejsce w konkursie Tsutaya Comic Award. Seria zajęła 13. miejsce w rankingu rekomendowanych komiksów ogólnonarodowych pracowników księgarń z 2020 roku prowadzonym przez Honya Club. W tym samym roku była również nominowana do nagrody Manga Taishō.